# پائولا دانزیگر
پائولا دانزیگر (به انگلیسی: Paula Danziger)،(۱۸ آگوست ۱۹۴۴–۸ ژوئیه ۲۰۰۴) نویسنده آمریکایی کودکان است. او بیش از ۳۰ کتاب نوشت. در سال ۱۹۷۴اولین کتابش به نام گربه لباس ورزشی مرا خورد را برای رده سنی کودک و نوجوان نوشت. کتابهایش به ۱۴ زبان در ۵۳ کشور منتشر شده‌است.

## زندگی شخصی
پائولا فرزند ساموئل و آنت دانزیگر است و یک برادر نیز دارد که در سال ۱۹۴۷ به دنیا آمد. خانواده‌اش ابتدا در ناتلی، واقع در نیوجرسی و بعد به هالیدیز برگ واقع در پنسلوانیا رفتند و سرانجام هنگامی که پائولا کلاس ششم بود در متوچن، نیوجرسی ساکن شدند. او در یک مصاحبه با بوک پیج گفت که پدرش مردی غمگین بود و مادرش زنی عصبی که همیشه نگران این بود که دیگران در موردشان چگونه فکر می‌کنند. او می‌گوید والدینش هیولا نبودند ولی او دوران کودکی خوبی نداشته‌است.

## درگذشت
پائولا در سال ۲۰۰۴ به دیدن خواهرزاده‌اش رفت. در این سفر دردی در ناحیه سینه احساس کرد اما آن را به کسی بازگفت نکرد. وقتی به خانه برگشت به بیمارستان رفت و مجبور شد عمل قلب باز انجام دهد. او یکماه پس از عمل جراحی در هشتم ژوئیه ۲۰۰۴ درگذشت

## نویسندگی
اولین کتاب او به نام گربه‌ای که لباس ورزشی مرا خورد، بر اساس تجربه شخصی دوران کودکی‌اش است. او در سال ۱۹۸۰ چندین کتاب برای نوجوانان نوشت و به تدریج کتابهایی برای کودکان نوشت از جمله کتاب آمبر براون  که داستان آن الهامی از زندگی برادرزاده‌اش کری می‌باشد. او جوایز زیادی برای آثارش دریافت کرد. از جمله جایزه کتاب کودکان ماساچوست را برای کتاب آمبر براون دریافت کرد.